# Otto Trolldenier
Otto Trolldenier (* 24. Juni 1929; † 27. Juli 2013) war ein deutscher Fußballspieler, der zwischen 1950 und 1955 für EHW/Stahl Thale 110 Erst- und 19 Zweitligaspiele absolvierte. Mit der SG EHW wurde er 1950 DDR-Pokalsieger.

## Sportliche Laufbahn
Trolldenier wurde 1950 mit der SG Eisenhüttenwerk Thale Fußballmeister in Sachsen-Anhalt. In einer Aufstiegsrunde qualifizierte sich die Sportgemeinschaft für die Saison 1950/51 der DDR-Oberliga. Vor dem Saisonstart erreichte die SG EHW das Endspiel um den DDR-Fußballpokal. In der Partie am 3. September 1950 besiegte die SG die BSG KWU Erfurt mit 4:0, Trolldenier war als zentraler Mittelfeldspieler eingesetzt worden.
Trolldenier wurde auch von Beginn an in der Oberligasaison 1950/51 aufgeboten. Nach drei Spieltagen musste er mehrere Wochen pausieren und kam so in den 34 Punktspielen nur 21-mal zum Einsatz. Im Laufe der Saison wurde die SG EHW in die Betriebssportgemeinschaft (BSG) Stahl Thale umgewandelt. 1951/52 wurde er durchgehend im zentralen Mittelfeld eingesetzt, fehlte aber anfangs und am Saisonende bei elf von 36 Punktspielen. Erst in den beiden Spielzeiten von 1952 bis 1954 konnte er alle 60 Oberligaspiele bestreiten.
1954 musste die BSG Stahl aus der Oberliga absteigen. In der zweitklassigen Liga wurde Trolldenier in 19 von 26 Punktspielen eingesetzt. Ein siebter Platz reichte für Thale nicht zum Klassenerhalt, weil die DDR-Liga von drei Staffeln auf eine Staffel reduziert wurde. Die BSG Stahl musste mit Trolldenier in der drittklassigen II. DDR-Liga antreten, Trolldenier kehrte nicht mehr in den höherklassigen Fußball zurück.

## Ehrungen
Die Stadt Thale verlieh Otto Trolldenier 1998 die Ehrenbürgerschaft in Anerkennung seiner Verdienste um den Fußballsport der Stadt.